# 周烈王
周烈王（前401年—前369年），又稱周夷烈王，姓姬，名喜，中國東周君主，在位7年。他是周安王之子。周烈王在位期間，秦獻公遷都櫟陽（今陝西省臨潼市），開啟秦國強盛的序幕。周烈王五年（庚戌，前371年），秦獻公發兵攻占韓國六座城市。烈王六年（前370年）齊威王朝見周天子，威王賢名更盛。

## 影视形象
相声演员郭德纲曾经在电影《战国》中饰演周烈王。